# Éllia
éllia — український емо/пост-хардкор гурт, який по-новому інтерпретує звучання 2000-х, поєднуючи вплив Saosin, Paramore, Underoath, Sleeping With Sirens із сучасним саундом та власною автентикою. Їхня музика — це ностальгія, переплетена з оновленим звучанням, де впізнавані риси жанру отримують свіже втілення.

## Історія
Гурт éllia з’явився в інформаційному просторі на початку 2023 року. За менш ніж рік діяльності хлопці випустили близько десятка синглів, кілька кліпів та серію лайв-відео на студії SoundPlant.  
У 2023 éllia дебютували з виступом на Underground Stage фестивалю Faine Misto та зіграли кілька концертів у інших містах України. У 2024 гурт долучився до ростеру артистів Faine Booking, відкатав свій перший тур та виступив на Dark Stage фестивалю Faine Misto 2024.
Усі учасники знаходяться у різних містах України і працюють переважно дистанційно.
Наприкінці 2024 року шляхи гурту та вокаліста Влада Усенка розійшлись. На початку 2025 гурт презентував новий кліп та сингл з новою вокалісткою — Олександрою Врубель.
Зараз гурт знаходиться у процесі роботи над своїм дебютним EP-альбомом.

## Склад гурту
• Олександра Врубель — вокал (Heima)
• Дмитро Козачук — гітара (Пространство вариантов, Space of Variations)
• Сергій Приймак — бас  (Пространство вариантов)
• Тарас Фіголь — барабани (Telema)
• Богдан Бернацький — гітара, бек-вокал (Burned Time Machine)

### Колишні учасники
• Владислав Усенко – вокал (2023-2025) (Burned Time Machine)

## Дискографія
Сингли:
| Рік  | Сингл                             |
| ---- | --------------------------------- |
| 2023 | Співчуття                         |
| 2023 | Уламки                            |
| 2023 | Уламки (акустика)                 |
| 2023 | Це те, що ти називала любов       |
| 2023 | Серед цих самотніх душ ми не одні |
| 2023 | Ти осінь                          |
| 2024 | Місто                             |
| 2024 | Вічність                          |
| 2024 | Мабуть, все буде добре            |
| 2024 | Live At Soundplant                |
| 2025 | Темно                             |

## Кліпи
• Це те, що ти називала любов (2023).
• Місто (2024).
• Темно (2025).